# Babice (Olbramovice)

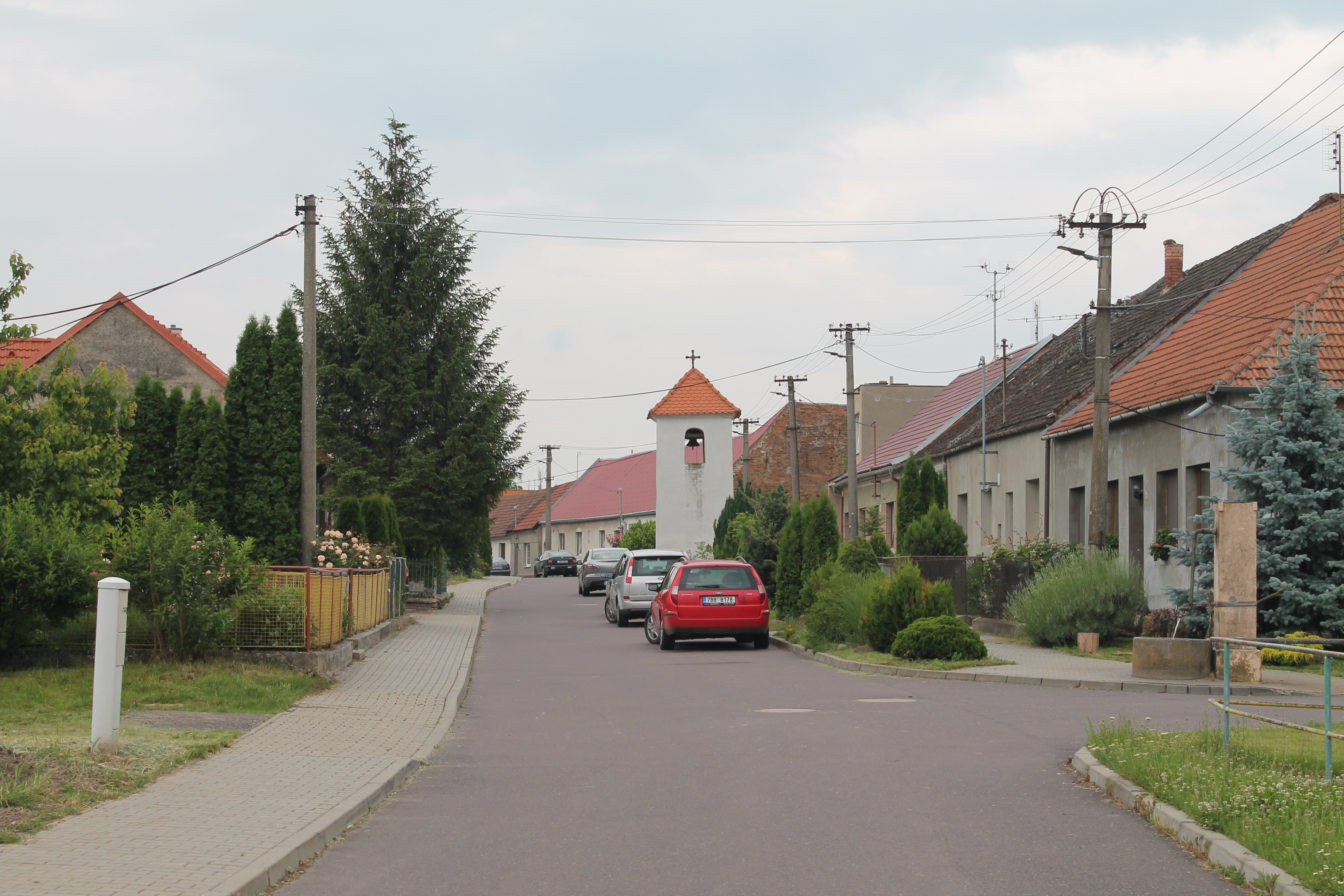
Dorfanger

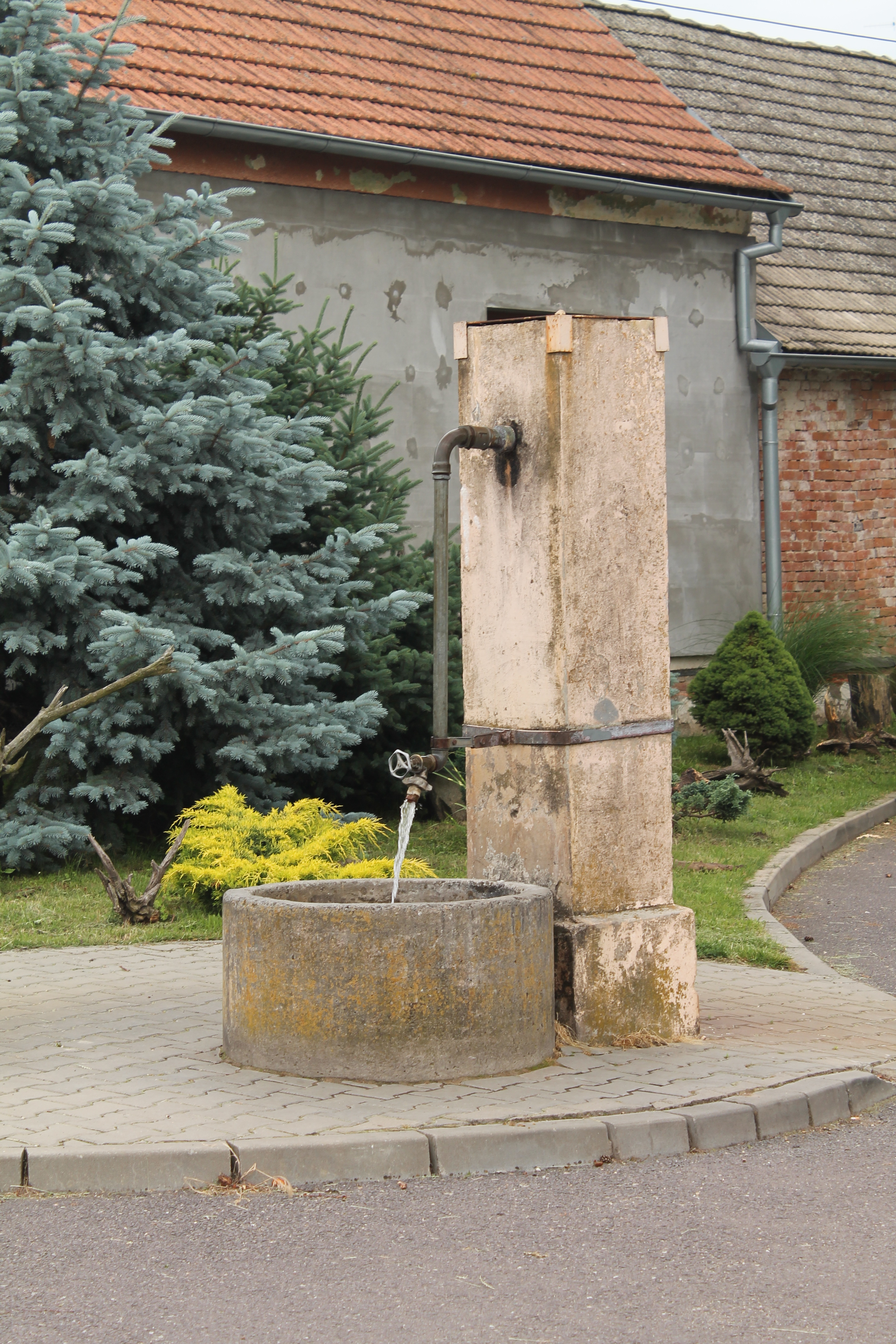
Artesischer Brunnen

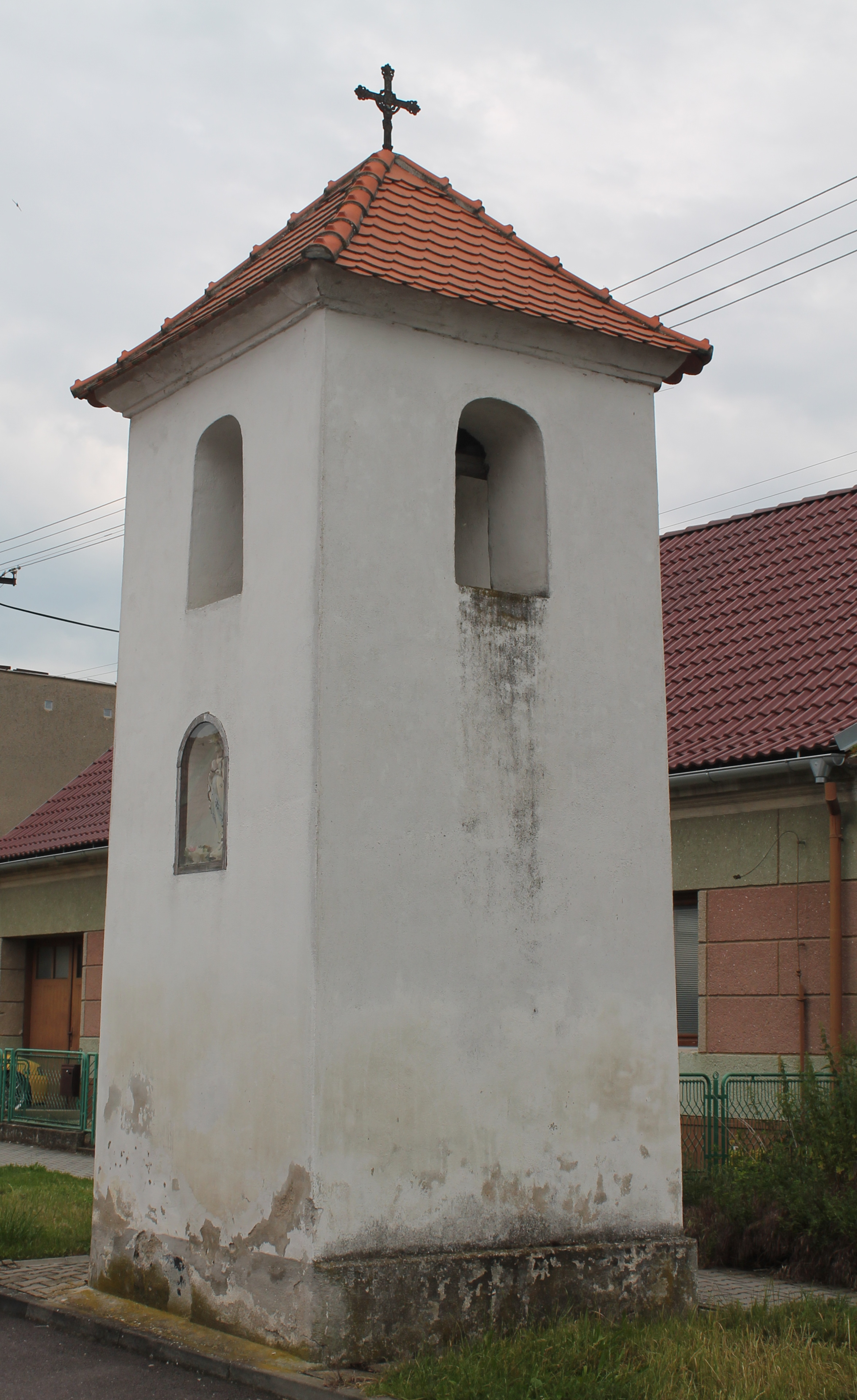
Glockenturm

Babice (deutsch Babitz) ist eine Ortschaft der Minderstadt Olbramovice in Tschechien. Sie liegt einen reichlichen Kilometer südöstlich von Olbramovice und gehört zum Okres Znojmo.

## Geographie
Das Längsangerdorf Babice erstreckt sich rechtsseitig des Baches Olbramovický potok in der Thaya-Schwarza-Senke. Westlich erhebt sich der U Svatého Michala (Steinhübel, 278 m. n.m.). Am westlichen Ortsrand verläuft die Staatsstraße II/396 zwischen Branišovice und Dobelice. Babice befindet sich in einer artesischen Zone eines Niederungsmoors, das sich bis Suchohrdly u Miroslavi und Damnice erstreckt.
Nachbarorte sind Lidměřice im Norden, Šumice im Nordosten, Pohořelice im Osten, Branišovice und Vinohrádky im Südosten, Trnové Pole im Süden, Suchohrdly u Miroslavi und Našiměřice im Südwesten, Miroslavské Knínice im Westen sowie Bohutice, Na Samotě und Želovice im Nordwesten.

## Geschichte
Die erste urkundliche Erwähnung von Babicz erfolgte im Jahre 1326. Vier Jahre später verkaufte die Witwe des Simon von Dauba, Agnes von Maidburg, das Dorf an das Znaimer Clarissinnenkloster. Die Äbtissin Bonka veräußerte das Gut Babicz 1353 an den Jägerndorfer Advokaten Henslin sowie dessen Vettern Otto und Henslin. Letzterer verkaufte Babicz 1368 dem Henslin Meischner. Ab 1387 ist Henslin von Gnast als Besitzer nachweislich; er nahm 1398 Peter von Gnast in Gütergemeinschaft auf. Im Laufe des 14. Jahrhunderts erfolgten zahlreiche Besitzerwechsel. Um 1500 erwarb die Stadt Brünn zusammen mit dem Städtchen Wolframitz auch einen Teil von Babitz. Sie verkaufte den Besitz 1529 an Sigmund Valecký von Mírov, der Babitz 1536 beim Pfandherrn der Oslawaner Klostergüter, Johann Kuna von Kunstadt, gegen dessen Zinsleute in Damic und die Pfarrei in Mislitz eintauschte. Aus der nachfolgenden Zeit ist nichts über die Grundherren von Babitz bekannt. Während des Dreißigjährigen Krieges wurde das Dorf im Jahre 1619 durch die Truppen des kaiserlichen Feldmarschalls Dampierre fast gänzlich zerstört.
Nach der Schlacht am Weißen Berg 1620 erwarben die Herren Michna von Waitzenhofen das Gut. Sigmund Norbert von Waitzenhofen verkaufte Babitz am 6. August 1667 zusammen mit Kallendorf an Daniel Pachta von Reyhofen, der Babitz 1669 dem Kloster Bruck veräußerte. Dieses behielt Babitz nur kurzzeitig und verkaufte das Gut am 24. Mai 1669 für 2500 Rheinischer Gulden an den Brünner Richter Georg Schilling. Nach dessen Tod veräußerte die Vormundschaft der Schillingschen Kinder das Gut Babitz mit einem Meierhof, Schafstall, Schankhaus sowie Obst- und Hopfengärten am 10. März 1673 an das Znaimer Jesuitenkolleg, das das Gut mit der Herrschaft Bochtitz vereinigte. Nach der Aufhebung des Jesuitenordens fiel die Herrschaft Bochtitz im Jahre 1773 dem k.k. Studienfonds zu. Der Meierhof wurde aufgelöst und seine Fluren emphyteutisch an diverse Untertanen verkauft. Am 15. Oktober 1789 verpachtete die k.k. Mährisch-Schlesische Staatsgüter-Veräußerungskommission die Herrschaft Bochtitz für jährlich 7508 Gulden erblich an Johann Topolansky. 1793 gab es in Babitz 37 Häuser, in denen 170 Menschen lebten. Nachfolgende Besitzerin der Herrschaft war Topolanskys Witwe Theresia († 1804), die in zweiter Ehe mit Wenzel Petřitschek verheiratet war. Nach dem Erbvergleich von 1805 wurde Petřitschek alleiniger Besitzer. Am 22. Juni 1825 erbte Petřitscheks Tochter Aloisia Seidl die Herrschaft Bochtitz mit dem Gut Marschowitz.
Im Jahre 1834 bestand das im Znaimer Kreis gelegene Dorf Babitz bzw. Babice aus 39 Häusern mit 245 gemischtsprachigen Einwohnern, darunter sieben Juden auf dem herrschaftlichen Bestandhaus. Haupterwerbsquelle bildeten die Landwirtschaft sowie der Obst- und Weinbau. Im Ort gab es ein herrschaftliches Branntweinhaus. Pfarr- und Schulort war Wolframitz. Bis zur Mitte des 19. Jahrhunderts blieb Babitz der Herrschaft Bochtitz untertänig.
Nach der Aufhebung der Patrimonialherrschaften bildete Babitz / Babice ab 1848 einen Ortsteil der Gemeinde Klein Seelowitz im Gerichtsbezirk Kromau. Im Jahre 1866 kaufte Aloisia Seidl dem Studienfonds die Herrschaft aus der Erbpacht ab. Ab 1869 gehörte Babitz zum Bezirk Kromau; zu dieser Zeit hatte das Dorf 192 Einwohner und bestand aus 39 Häusern. In den 1870er Jahren löste sich Babitz von Klein Seelowitz los und bildete eine eigene Gemeinde. Die Straße von Wolframitz nach Frainspitz wurde in den 1890er Jahren hinter die Scheunen am westlichen Ortsrand verlegt. Im Jahre 1900 lebten in Babitz 205 Personen; 1910 waren es 226. Der Müller Johann Waschourek errichtete 1912 bei Babitz eine moderne Dampfmühle. In der ersten Hälfte des 20. Jahrhunderts wurden mehrere artesische Brunnen gebohrt. Nach dem Ersten Weltkrieg zerfiel der Vielvölkerstaat Österreich-Ungarn, das Dorf wurde 1918 Teil der neu gebildeten Tschechoslowakischen Republik. Beim Zensus von 1921 lebten in den 49 Häusern von Babitz 240 Personen, darunter 216 Deutsche und 20 Tschechen. Im Jahre 1930 bestand Babitz aus 62 Häusern und hatte 214 Einwohner, darunter 172 Deutsche und 41 Tschechen. Nach dem Münchner Abkommen wurde die Gemeinde 1938 dem Großdeutschen Reich zugeschlagen und gehörte bis 1945 zum Kreis Znaim. 1939 lebten 213 Personen in Babitz. Nach dem Ende des Zweiten Weltkrieges kam Babice 1945 zur Tschechoslowakei zurück, es erfolgte die Wiederherstellung der alten Bezirksstrukturen. Die Mühle von Wilhelm Waschourek wurde 1945 für immer stillgelegt. Bis 1946 wurden alle deutschsprachigen Bewohner vertrieben. Im Jahre 1949 erfolgte der Zusammenschluss der Gemeinden Babice, Lidměřice, Olbramovice und Želovice zu einer Gemeinde Olbramovice. Im Jahre 1950 hatte Babice nur noch 144 Einwohner. Bei der Gebietsreform von 1960 wurde Babice im Zuge der Aufhebung des Okres Moravský Krumlov dem Okres Znojmo zugeordnet; zugleich verlor das Dorf den Status eines Ortsteils. Der Katastralbezirk Babice wurde 1966 dem Katastralbezirk Olbramovice u Moravského Krumlova zugeschlagen. Im Laufe des 20. Jahrhunderts wuchs Babice mit Želovice zu einer Einheit zusammen.

## Sehenswürdigkeiten
- Glockenturm auf dem Dorfanger, errichtet 1848
- Artesischer Brunnen, sein Wasser fließt in den steinernen Trog einer Viehtränke sowie in den danebenliegenden Teich, der früher auch zum Baden genutzt wurde.